# القليعة (مرجعيون)

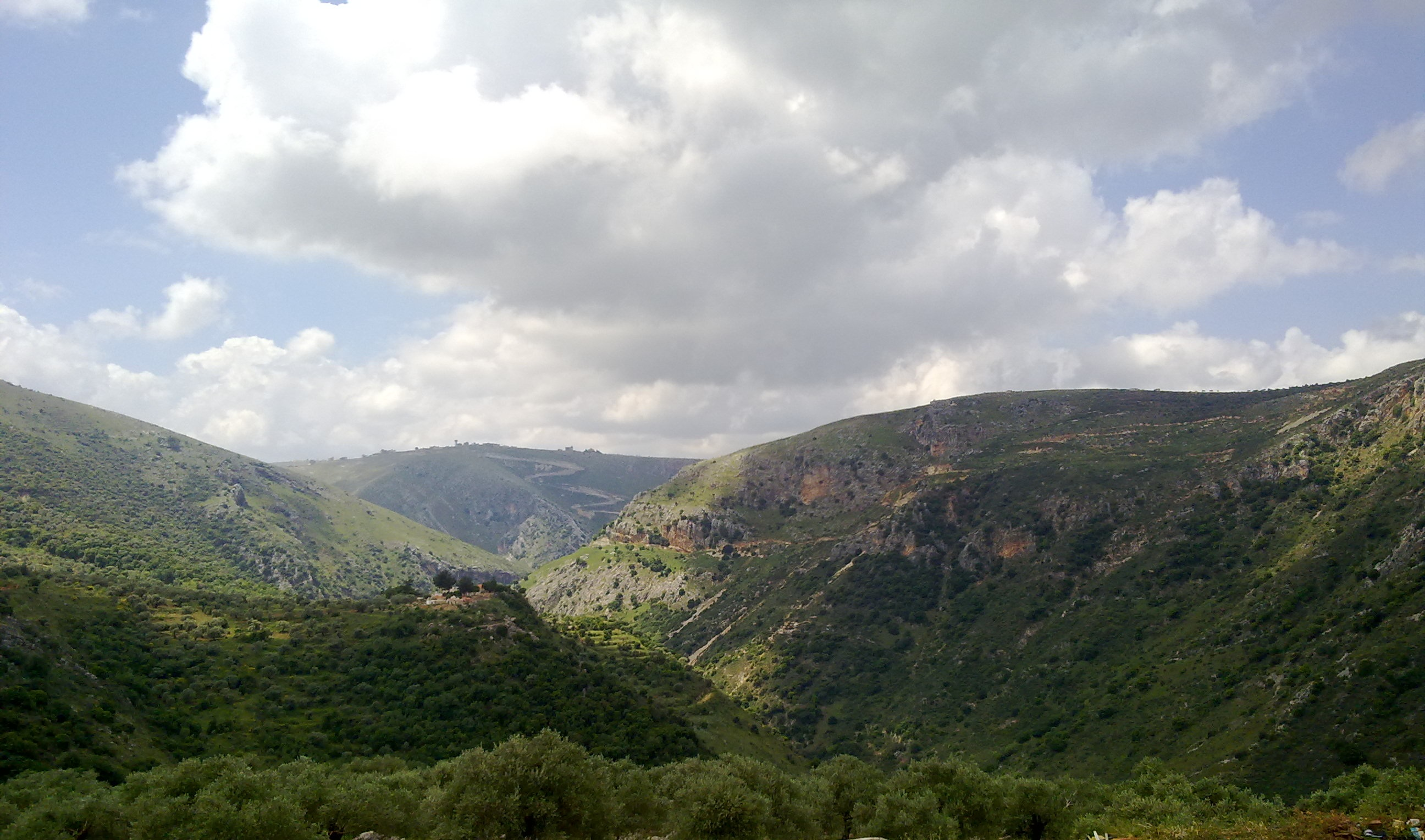
قرية القليعة في لبنان

القليعة هي إحدى القرى اللبنانية من قرى قضاء مرجعيون في محافظة النبطية.